# Angelo Brofferio
Angelo Brofferio, född 6 december 1802 och död 25 maj 1866, var en italiensk poet.
Brofferio blev som diktare kallad "den piemotesiska Béranger". Av Brofferios dikter märks främst Canzoni piemontesi, författad på piemontesiska.